# Zim Zum
Zim Zum, pseudonimo di Timothy Michael Linton (Chicago, 25 giugno 1969), è un musicista e compositore statunitense.
È stato il chitarrista ufficiale di Marilyn Manson per il Dead to the World Tour (1996-1997), ed ha scritto e suonato in 10 canzoni su 14 di Mechanical Animals, tuttora l'album di Marilyn Manson più venduto e che ha raggiunto la posizione più alta in classifica. Dal 2002 Zim Zum ha dato vita al progetto Pleistoscene, ad oggi solo strumentale. Nel 2004 sono nati i The Pop Culture Suicides, che stanno ora registrando il loro album di debutto.

## Il nome d'arte
Nella cabala, Tzim-Tzum è il contrasto di assoluta unità nel contesto di completa totalità. La Cabbala insegna che la creazione si schiude continuativamente dal processo Tzim-Tzum. Il trascendente celato Assoluto, il Deus Absconditus ha dovuto contrarsi per generare lo spazio per la creazione. Se En-Sof è tutto, se è illimitato e infinito, qui non c'è spazio per l'universo creato. Dunque En-Sof, o Luce Illimitata si contrasse dal centro per liberare uno spazio per il mondo. Il termine tecnico per questa contrazione è ZimZum (tzimtzum). ZimZum è interpretato come un'auto-limitazione di Dio per il bene della creazione.

## Biografia
Nel Natale del 1982, un ragazzino di tredici anni che poi prenderà il nome di Zim Zum riceve in dono una chitarra.
Nel 1996, dopo aver risposto ad un annuncio sul The Chicago Reader, Zim Zum si presenta a un'audizione nella città di New Orleans (dove in quel periodo i Marilyn Manson avevano il loro studio di registrazione) e dopo aver superato il confronto con decine di altri candidati, diventa ufficialmente il nuovo chitarrista della formazione e si prepara ad affrontare uno dei tour più controversi nella storia del rock, il Dead To The World Tour. Il 5 settembre 1996 si esibisce per la prima volta con i Marilyn Manson, che apriranno il concerto dei Nine Inch Nails alla Nothing Night. Quella era in assoluto la seconda volta in cui suonava dal vivo (la prima volta aveva 17 anni ed era riuscito a suonare con il suo gruppo in un locale, nonostante nessuno nella band avesse l'età legale consentita per entrarvi). Stringe amicizia in particolare con il tastierista Madonna Wayne Gacy e per qualche anno condivide con lui un appartamento in affitto.
Nel 1997 riceve il disco di platino per The Suck for Your Solution, scritta e registrata per il film su Howard Stern Private Parts.
Inoltre, si esibisce con la band all'evento MTV Video Music Awards, seguito da un pubblico di più di 3 milioni di telespettatori, durante il quale viene presentato live il già celebre singolo "The beautiful people".
Sempre nel 1997 Zim Zum suona all'Ozzfest, a cui partecipano i Pantera e gli appena riuniti Black Sabbath.
Successivamente Zim Zum suonerà in tutti i 50 stati americani, oltre che in Canada, Cile, Argentina, Belgio, Francia, Regno Unito, Italia, Giappone, Australia, Portogallo, Germania, Brasile, Nuova Zelanda e Messico. Si esibisce poi a Top of the Pops.
Il 16 settembre 1997 il Dead To The World Tour si chiude in Messico, di fronte a 17.000 fans.
Successivamente Zim Zum entra in studio di registrazione per scrivere e registrare Mechanical Animals.
Il 15 settembre 1998 esce Mechanical Animals, numero uno su Billboard. È tuttora l'album più venduto di Marilyn Manson.
Poco dopo Zim Zum lascia però i Marilyn Manson e decide di andare avanti da solo.
Dopo questa decisione, nello stesso anno, Zim suona nel remix di Got the Life dei Korn e prende parte alla colonna sonora del film A Walk on the Moon, assieme a Cher, suonando nella cover di Crimson and Clover.
Sempre nel 1998 Zim Zum si esibisce in Behind the Music di VH1.
Nel 1999 Zim Zum è nella classifica, stilata dalla Fernandes Guitars, dei 10 maggiori chitarristi. La lista include i musicisti di Rob Zombie, Coal Chamber, Marilyn Manson e Nine Inch Nails.
Nel 2000, la rivista Guitar One nomina Zim come uno dei chitarristi più influenti degli ultimi quarant'anni.
L'anno dopo, Zim Zum si chiude in completo isolamento per oltre un anno, dedicandosi solo a scrivere e registrare.
Come risultato, nel 2002 debutta su internet Pleistoscene, il nuovo progetto musicale di Zim Zum, lungamente atteso.
Nel 2003, proprio nell'ambito del progetto Pleistoscene, Zim Zum realizza due nuove canzoni su internet: Who will save us now? e Ordinary Life. Il Sonic Monk Magazine dirà: Zim Zum è una mega rockstar altamente stimata e di altissimo livello.
Nel 2004 viene pubblicato Three Days dei Jane's Addiction, con la partecipazione speciale di Zim Zum.
Nello stesso anno, quello che poteva sembrare un ennesimo eccentrico esperimento di isolamento di Zim Zum si rivela in realtà qualcosa di ben diverso. Nascono i The Pop Culture Suicides, mentre Zim decide di stravolgere il progetto Pleistocene (ora progetto solo strumentale), mentre si dedica anche alla registrazione di un album solista in cui suona tutti gli strumenti e canta.
Nel 2005, i The Pop Culture Suicides realizzano e diffondono esclusivamente su Myspace quattro pezzi: To Have Lived and Died in the 21st Century,  The Art of The Bruise, The Disillusioned Revolution e Whatever the Future Holds.
Di lì a poco inizia l'esperienza live dei The Pop Culture Suicides, che li vede suonare nei maggiori club di tutta Chicago, dell'Illinois, dell'Ohio ecc.
Nel 2006 continua con successo l'esperienza live dei The Pop Culture Suicides, i quali successivamente si chiudono in studio per registrare il loro primo album.
Nel frattempo, i TPCS continuano a rendere disponibili all'ascolto nuovi pezzi sul loro Myspace e dal 3 novembre 2008 è anche possibile scaricare gratuitamente da ilike.it l'MP3 di For What It's Worth, la versione dei The Pop Culture Suicides del classico pezzo dei Buffalo Springfield.